# Szenátus (Lengyelország)
A Szenátus (lengyelül: Senat) a lengyel parlament felsőháza. Története több mint 500 évre nyúlik vissza; a Szenátus egyike volt a legelső európai kétkamarás parlamenteket alkotó szerveknek, és igen hosszú ideig, 1493 és 1795 között szünet nélkül "üzemelt". A mai Szenátus 100, általános szavazással megválasztott szenátorból áll. A Szenátus vezetője a marsall (lengyelül: Marszałek Senatu). A szenátus jelenleg hivatalban lévő marsallja Tomasz Grodzki.
A Második Lengyel Köztársaság alatti rövid ideig tartó fennállást követően a Lengyel Népköztársaság hatóságai ismét felszámolták a Szenátust. Csak a kommunista kormány összeomlása és a többpártrendszer visszaállítása után, 1989-ben került sor a Szenátus újraszervezésére.
A Szenátus épülete Varsóban található.

## Fordítás
- Ez a szócikk részben vagy egészben  a   Senate of Poland című angol Wikipédia-szócikk ezen változatának fordításán alapul.  Az eredeti cikk szerkesztőit annak laptörténete sorolja fel. Ez a jelzés csupán a megfogalmazás eredetét és a szerzői jogokat jelzi, nem szolgál a cikkben szereplő információk forrásmegjelöléseként.